# David Lindén
David Dinesh Lindén, född 4 oktober 1986, är en svensk-indisk författare och ledarskribent som sedan 2013 bland annat har arbetat på Borås Tidning, Jönköpings-Posten och Länstidningen Södertälje. Mellan mars 2017 och december 2018 var han skribent på Nerikes Allehandas ledarredaktion. Han är 2023 kulturchef på webbtidningen Bulletin.
David Lindén är född i Indien, men uppväxt i Nyköping. Lindén studerade historia vid universitetet i engelska Newcastle mellan 2006 och 2009 och var forskarstuderande i modern politisk historia mellan 2010 och 2015 vid King's College i London där han forskade om Kalla kriget och påbörjade en avhandling om den brittiska nya högerns inflytande på skandinavisk politik.
David Lindén debuterade som författare år 2016 med en bok om kyrkomannen Hemming Gadh. Den följdes år 2018 av en biografi över riksrådet Johan Skytte. År 2019 kom en biografi om den kortvariga drottningen Karin Månsdotter och år 2020 en bok om Stockholms blodbad.
Sedan 2017 är han korresponderande ledamot i Kungliga Skytteanska Samfundet.